# 杉並区立杉並第一小学校
杉並区立杉並第一小学校（すぎなみくりつすぎなみだいいいちしょうがっこう）は、東京都杉並区の公立小学校。1875年（明治8年）に開校。杉並区の公立小学校では一番古い。

## 地理
東京都杉並区阿佐谷北に属する。阿佐ケ谷駅から中杉通り（東京都道427号瀬田貫井線）を北に100ｍほど進んだ場所に位置する。
開校当初は馬橋村（現在の梅里周辺）に学校があった。

## 概要
杉並第一小学校は、明治8年（1875年）、かつての馬橋村（現在の梅里周辺）の馬橋清見寺本堂に「桃園（とうえん）学校（後の中野区立桃園小学校）第一番分校」として開校し、明治9年（1876年）に「桃野（とうや）学校」として独立した。開校当時の児童数は55人であったが、その後の児童数の増加で、明治17年（1884年）に現在地に移設された。
昭和22年（1947年）に「杉並第一小学校」となった。1947年 - 1949年ごろに全校生徒数のピークを迎える。その後、少子化に伴って、平成14年（2002年）に全校児童数が最少になる。
平成27年（2015年）現在、累計卒業生は、12,481人である。

### 現在の概要
教育目標としては、「心の豊かな子ども」「進んで学ぶ子ども」「体をきたえる子ども」である。
将来的に、現在地から移転する計画がある。阿佐谷児童館は、当校より早く阿佐ヶ谷けやき公園跡地に移転した。旧阿佐谷児童館跡地の用途は未定である。

## 給食
杉並区では高い栄養を取るために週に1～3回程麦飯を出している。
2021年度には全国各地の郷土料理、2022年度には世界の料理を出してコロナで世界、全国各地に行けなくても給食で再現している。

## 歴史
- 1875年（明治08年）- 開校。当初は生徒数50人ほどだった。
- 1884年（明治17年）- 現場所に移転。この数年後には児童数1000人を超えた。
- 1925年（大正14年）- 開校50周年を迎える。
- 1927年（昭和27年）- 新校歌を制定。
- 1975年（昭和50年）- 開校100周年を迎える。
- 1995年（平成07年）- 開校120周年を迎える。
- 2015年（平成27年）- 開校140周年を迎える。

## 関係者
出身者
- 両角良彦（官僚、通産事務次官）
- 初代三波伸介（コメディアン）
- 里田啓（鉄道技術者・著述家、旧帝都高速度交通営団〈営団地下鉄〉車両部長）